# أنتوني أتكينسون
أنتوني أتكينسون (بالإنجليزية: Anthony Barnes Atkinson)‏ هو اقتصادي بريطاني، ولد في 4 سبتمبر 1944 في كارليون في المملكة المتحدة، وتوفي في 2017 في أكسفورد في المملكة المتحدة.